# Chekeretnebti
Chekeretnebti war eine Prinzessin der altägyptischen 5. Dynastie und eine Tochter von Pharao Djedkare.

## Herkunft und Familie
Chekeretnebti war eine Tochter von Pharao Djedkare Isesi, dem achten und vorletzten Herrscher der 5. Dynastie. Ob ihre Mutter Djedkares königliche Gemahlin Setibhor oder eine andere Frau war, ist unbekannt. Fünf Geschwister oder Halbgeschwister Chekeretnebtis sind bekannt: Ihre Brüder Isesianch und Neserkauhor sowie ihre Schwestern Hedjetnebu, Mereretisesi und Nebtiemneferes. Chekeretnebti hatte eine Tochter namens Tisethor, ihr Ehemann hingegen ist unbekannt.

## Titel
Chekeretnebti trug folgende Titel: Versorgt durch Isesi, versorgt durch den König, versorgt durch den Großen Gott, geliebt von Isesi, seine jeden Tag geliebte, Königstochter, leibliche Königstochter, geliebte leibliche Königstochter.

## Grabstätte

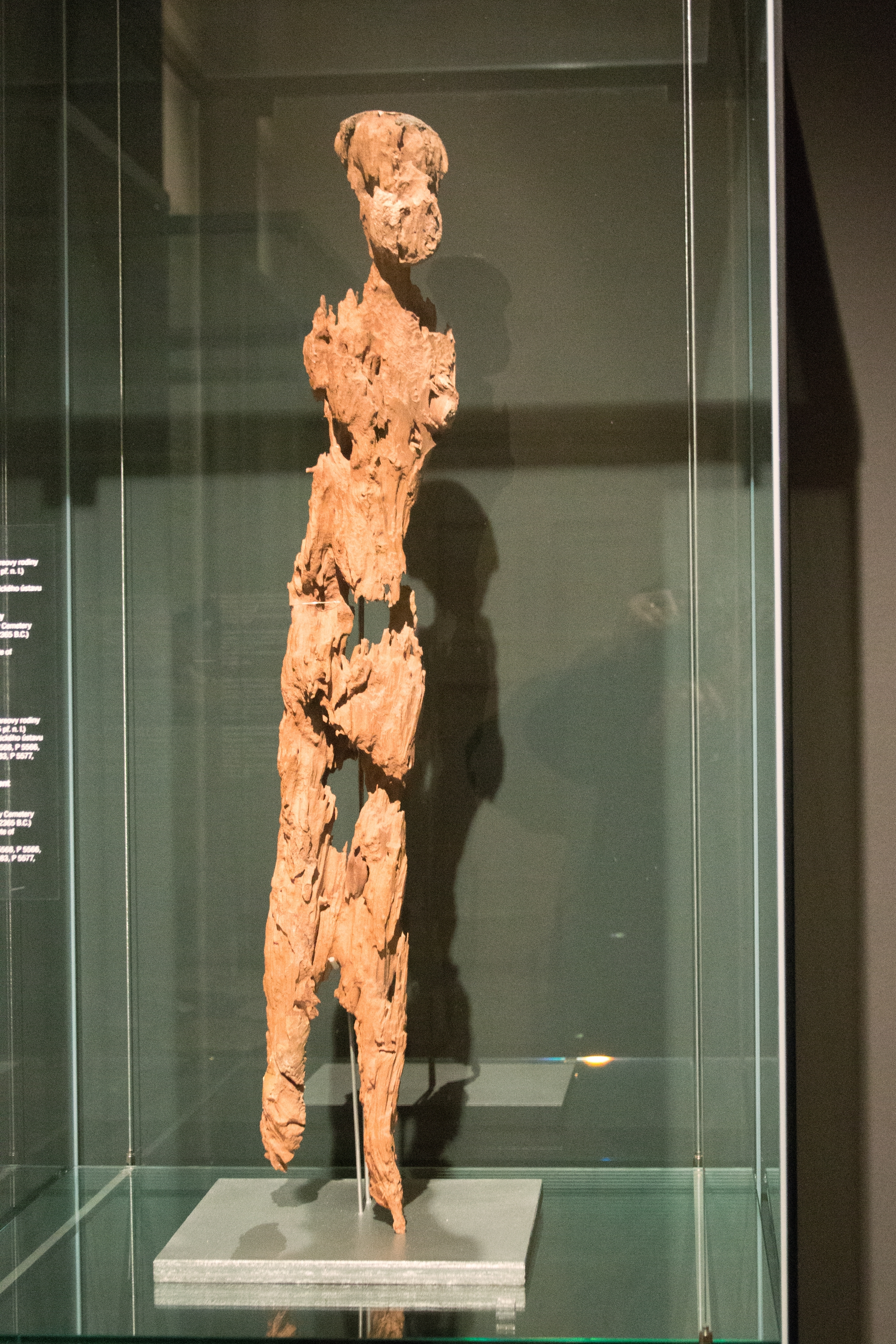
Torso einer Holzstatue Chekeretnebtis aus ihrer Mastaba in Abusir; Náprstek-Museum, Prag

Chekeretnebti wurde in der Mastaba B auf dem Familienfriedhof von Djedkare in Abusir beigesetzt. Diese besitzt etwas nördlich der Mitte einen Grabschacht, der zur Sarkophagkammer führt. Die Grabkapelle besteht aus einem Vestibül, von dem nördlich ein Magazinraum und südlich ein Opferraum abgeht. An der Südseite des Opferraums befindet sich ein Serdab. Im Opferraum wurden Fragmente einer Scheintür und die Reste einer Holzstatue Chekeretnebtis entdeckt.
Die Mastaba wurde später auch als Bestattungsort für Tisethor benutzt. Hierzu wurde im Nordteil des Bauwerks ein weiterer Grabschacht mit Sarkophagkammer angelegt und der Magazinraum zu einem weiteren Opferraum für Tisethor umgebaut.
In der zentralen Sarkophagkammer wurden noch Reste von Chekeretnebtis Mumie gefunden. Eine anthropologische Untersuchung ergab ein Sterbealter zwischen 30 und 35 Jahren.